# Confederação Interamericana de Educação Católica
A Confederação Interamericana de Educação Católica (CIEC) é uma entidade civil, sem fins lucrativos, cuja finalidade é promover a educação inspirada nos valores evangélicos.  Ela se faz presente em 24 países de todo o continente americano.  Trabalha com populações urbanas, rurais, indígenas, populares e setores marginalizados.  Sua atuação se dá apoiando diversas entidades de ensino através da formação permanente, assessoria, animação, projetos e pesquisas no campo da educação.

## Ligação Externa
Página da CEIC